# 出雲体育館
出雲体育館は、島根県出雲市にある体育館。NPO法人出雲スポーツ振興21が管理運営を行っている。

## 歴史
- 1960年3月5日 - 着工。
- 1961年5月8日 - 開館。

## 施設概要
- アリーナ 877.8m2（25.08m×35m）
  - バレーボール2面
  - バドミントン6面
  - テニス2面
  - 卓球17台
  - テニス1面
  - 体操
  - 剣道
  - 空手
- 観客席（758席）
- 会議室
- 大集会場
- 駐車場109台

## 交通
- 体育館前バス停
- 一畑電車北松江線出雲科学館パークタウン前駅より約900m。
- JR西日本山陰本線出雲市駅より約1km。

## 備考
- 1階には出雲市総合ボランティアセンターが設置されている。
- 1968年建設の平田体育館とともに老朽化が著しいため、両者を統合した大規模体育館が必要と考えられている[1]。